# Gillenbachtal

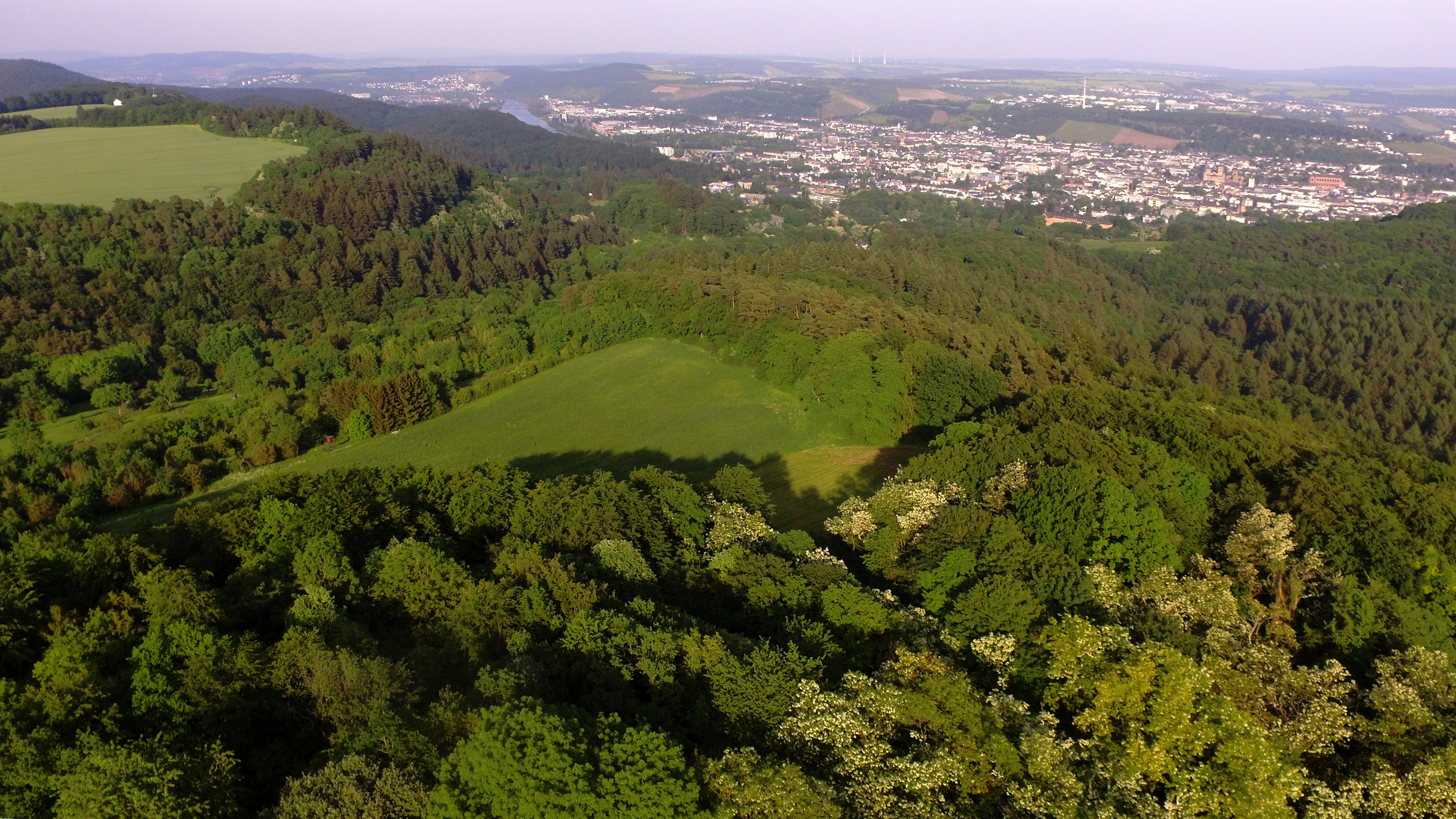
Der untere Teil des Naturschutzgebiets

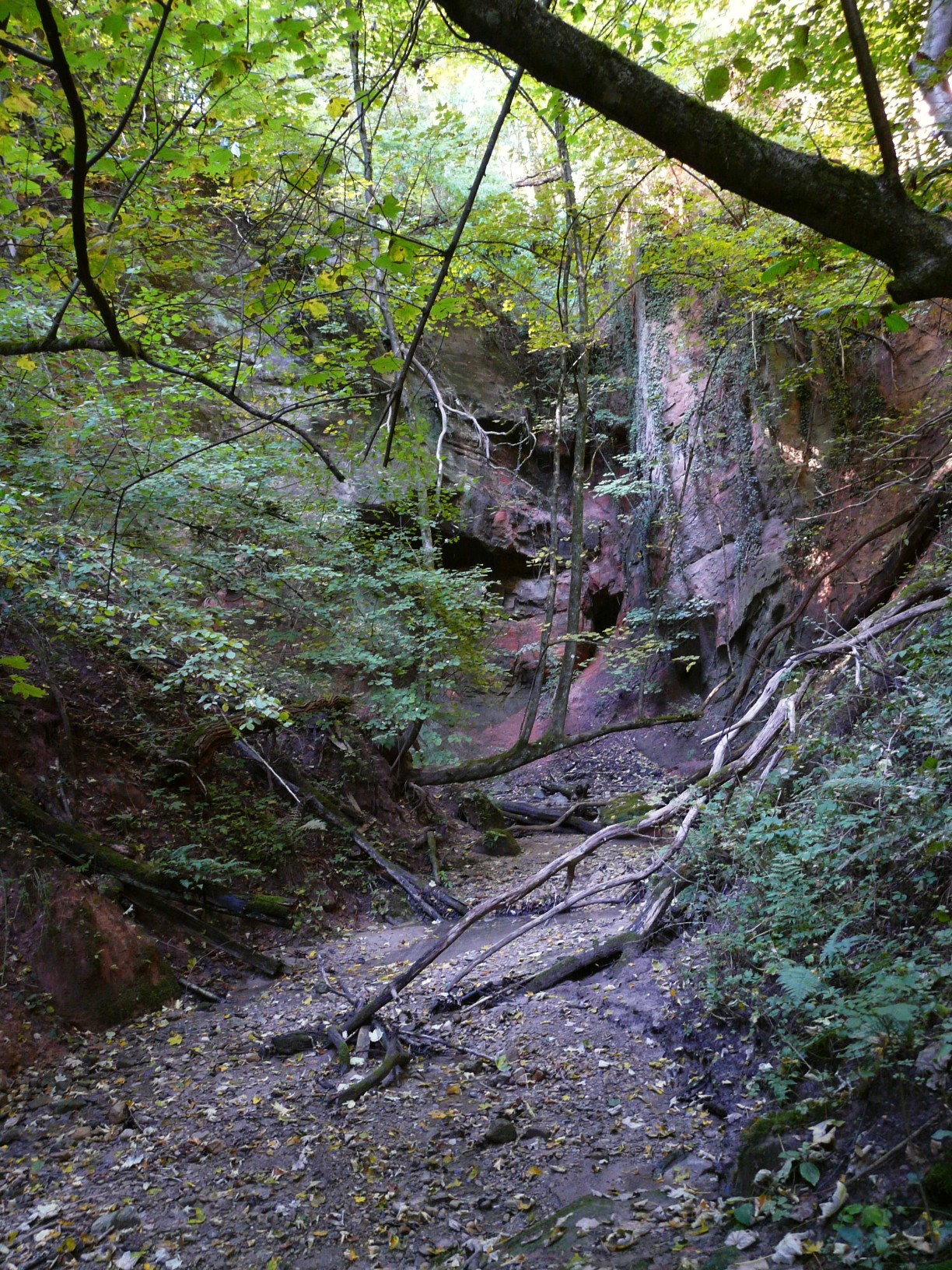
Der trocken gefallene Wasserfall nahe der Mündung in den Sirzenicher Bach

Das Gillenbachtal ist ein Naturschutzgebiet auf dem Gebiet der Stadt Trier und des Landkreises Trier-Saarburg. Es liegt im Trierer Stadtteil Trier-West/Pallien sowie in Trierweiler-Sirzenich (Landkreis Trier-Saarburg) und umfasst das Quellgebiet und das Tal des Gillenbachs bis hinunter zum Stadtwaldhotel, sowie den nordseitigen Hang bis hinauf zur Bundesstraße 51. Durch die weitgehende Zerstörung des Quellgebiets des Gillenbachs durch Straßen- und Autobahnbau führt dieser heute nur noch nach Starkregen Wasser.

## Geschichte
Das Naturschutzgebiet wurde 1995 ausgewiesen.

## Lage und Schutzzwecke
Das Schutzgebiet hat in weiten Teilen den Charakter einer Waldschlucht mit steilen Hängen, umgefallenen Bäumen und ausgewaschenen Felsen. Schutzzweck ist die Erhaltung eines artenreichen Laubmischwaldes mit hohem Alt- und Totholz-Anteil, von Streuobstbeständen mit historischen und einheimischen Obstsorten, von nährstoffarmen Glatthaferwiesen, Halbtrockenrasen-Fragmenten, einem Vorkommen des Kalk-Kleinseggenriedes, der Standorte verschiedener Orchideen und sekundären Kalk-Steilwänden.
Das Orchideengebiet befindet sich dabei in einem feuchten Hang und unterscheidet sich somit grundlegend von den für die Region eher typischen Orchideenwiesen auf trockenem Kalkmagerrasen. Um keinen Schaden durch Trittspuren in dem feuchten Gebiet anzurichten, können Pflegemaßnahmen nur im Winter bei Dauerfrost und gefrorenem Boden durchgeführt werden.
Das Klima im Gillenbachtal ist deutlich kühler als das in der Umgebung.

## Nutzung als Naherholungsgebiet
Das heutige Naturschutzgebiet war ehemals ein Naherholungsgebiet für das ehemalige, an der Stelle des heutigen Stadtwaldhotels befindliche Altenheim. Um Spaziermöglichkeiten zu schaffen, wurden im Bereich des heutigen Naturschutzgebiets Wege und Brücken angelegt, die heute aber weitgehendst verfallen sind.